# Causae et curae
Causae et curae (auch Liber compositae medicinae) ist ein medizinisches Werk der Äbtissin Hildegard von Bingen (1098–1179), in dem sie neben kosmologischen Grundlagen Ursprung und Behandlung der Krankheiten beschreibt. Es entstand zwischen 1150 und 1160 und bildete ursprünglich wahrscheinlich eine Einheit mit dem naturkundlichen Werk Physica. Eine Auftrennung fand bereits im frühen 13. Jahrhundert statt. Aus dieser Zeit stammen auch die überlieferten Handschriften.

## Aufbau
Das Werk besteht aus sechs Büchern (Einteilung nach der aktuellen deutschen Ausgabe von Ortrun Riha):
1. Die Ordnung der Welt (Abschnitte 1 bis 55, insgesamt 55 Abschnitte)
2. Ursprung und Behandlung der Krankheiten (Abschnitte 56 bis 352, insgesamt 297 Abschnitte)
3. Rezepte (Abschnitt 353 bis 393, insgesamt 41 Abschnitte)
4. Weitere Rezepte (Abschnitte 394 bis 460, insgesamt 67 Abschnitte)
5. Prognosen (Abschnitte 461 bis 492, insgesamt 32 Abschnitte)
6. Der Einfluss des Mondes (Abschnitte 493 bis 530, insgesamt 38 Abschnitte)

Die Rezepturen in den Büchern 3 und 4 entsprechen zu großen Teilen denen in den längeren und älteren Handschriften der Naturkunde (Wolfenbüttel und Florenz). Betrachtet man singulär diese beiden Bücher und die kürzeren Fassungen der Naturkunde (etwa die Handschrift Paris oder die Frühdrucke), so erklären sich die Alternativtitel Liber compositae medicinae bzw. Liber simplicis medicinae, wie sie um 1222 bei Gebeno von Eberbach und in den Akten des Kanonisationsprozesses 1233 zu finden sind.

## Nachwirkung
Heilkunde (Causae et curae) und Naturkunde (Physica) sind nicht in der Gesamtausgabe der Werke Hildegards enthalten, die noch zu ihren Lebzeiten bzw. kurz nach ihrem Tod erarbeitet wurde („Rupertsberger Riesenkodex“). Die Schriften werden jedoch in ihrer Vita sowie den Akten zum Kanonisationsprozess 1233 erwähnt. Überliefert sind eine nahezu vollständige Abschrift (Kopenhagen) sowie das sg. „Berliner Fragment“, das eine Textlücke in der Elementenlehre am Ende des 1. Buches schließt.
Während Hildegards Naturkunde im Mittelalter noch mäßig rezipiert und 1533/44 zweimal gedruckt wurde, geriet ihre Heilkunde weitgehend in Vergessenheit. Der Kopenhagener Textzeuge wurde Mitte des 19. Jahrhunderts von Carl Jessen wiederentdeckt. Jean-Baptiste Pitra und Paul Kaiser veröffentlichten zunächst Auszüge, bevor Kaiser 1903 eine vollständige Edition des lateinischen Textes herausgab. Eine von Hugo Schulz angefertigte deutsche Übersetzung erschien posthum 1933. Im Rahmen der ersten deutschen Gesamtausgabe der Werke Hildegards, für die er die Heilkunde neu übersetzte, machte Heinrich Schipperges 1956 das Fragment in Berlin bekannt.
Eine moderne Edition der Kopenhagener Handschrift, die philologische Unstimmigkeiten und die unglückliche Strukturierung korrigiert, gab Laurence Moulinier 2003 heraus, sie berücksichtigte dabei aber nicht den zusätzlichen Text des Berliner Fragmentes. Dieses wurde 2010 von Reiner Hildebrandt als Anhang seiner textkritischen Edition der Naturkunde neu veröffentlicht. Auch die aktuelle deutsche Übersetzung von Ortrun Riha (als Teil der zweiten deutschen Gesamtausgabe der Werke Hildegards, 2011) ignoriert den Zusatztext des Fragmentes.